# Żywiccy herbu Drzewica

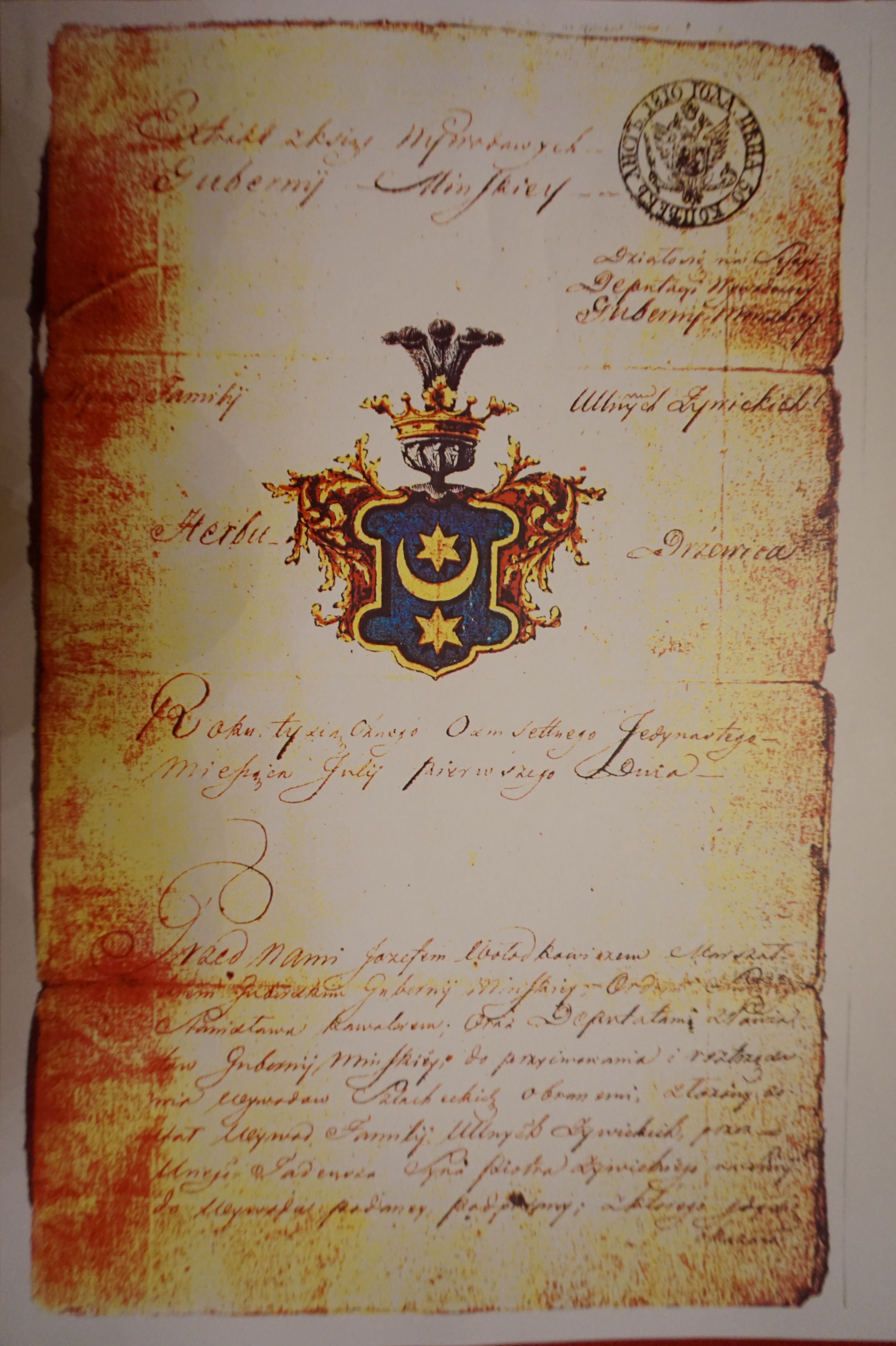
Kopia ekstraktu z ksiąg wywodowych Guberni mińskiej obejmującego wywód Żywickich herbu Drzewica z 1811 roku

herb Drzewica

Żywiccy – polski ród szlachecki pieczętujący się herbem Drzewica, którego pochodzenie dotychczas nie zostało gruntownie zbadane, znany od XVII wieku, choć – jeśli wierzyć podaniu związanemu z nadaniem herbu Drzewica – być może pochodzący od legendarnego rycerza Prokopa z Drzewicy, który miał żyć w XIII wieku.
Najdawniejsze dzieje rodu znane są właściwie z jednego źródła – wywodu przeprowadzonego w 1811 roku przed Deptuacją Wywodową Guberni mińskiej zaboru rosyjskiego. Zgodnie z tym wywodem, za protoplastę rodu uchodzi Łukasz Żywicki (ur. ok. 1600), określony mianem aktualnego i niekwestionowanego szlachcica i dziedzica majętności Tumin w brzeskim (będącej w posiadaniu członków rodu jakoby od 1521 roku). Małżonką Łukasza była Regina z Zadomańskich. Pozostawili po sobie jednego jedynego syna Michała, który - doświadczając różnych nieszczęśliwych dla siebie kolei i przyszedłszy do biednego stanu - umarł w Stołpcach 5 marca 1704 roku i został pochowany w Kościele księży dominikanów stołpeckich. Wnuk Michała, Piotr Żywicki, otrzymał w 1761 roku dla siebie i swoich sukcesorów przywilej od hetmana wielkiego litewskiego i wojewody wileńskiego księcia Michała Kazimierza Radziwiłła na 5 włók w zaścianku Otceda (aktualnie około 84 ha – 1 włóka = 16,796 ha). W jego pokoleniu było już 9 Żywickich, zaś kolejne pokolenie rodu liczyło aż 25 przedstawicieli płci męskiej.
Żywiccy mieli swoje majętności w wielu miejscowościach wokół Nowogródka a także w Wojciechowiczach (pow. miński). 
Oprócz zaboru rosyjskiego, Żywiccy wylegitymowali się ze szlachectwa staropolskiego także w Galicji, w 1782 roku przed Bieckim Sądem Grodzkim, w osobie Antoniego Żywickiego.
Uczestnik Powstania warszawskiego z 1944 roku, Jan Żywicki, posługiwał się pseudonimem Drzewica.